# جوآن پیترز
جوآن پیترز (انگلیسی: Joanne Peters؛ زادهٔ ۱۱ سپتامبر ۱۹۷۹) بازیکن فوتبال اهل استرالیا است.
از باشگاه‌هایی که در آن بازی کرده‌است می‌توان به نیویورک پاور و باشگاه فوتبال زنان سانتوس اشاره کرد.
وی همچنین در تیم ملی فوتبال زنان استرالیا بازی کرده‌است.